# Pieve di Valdicastello

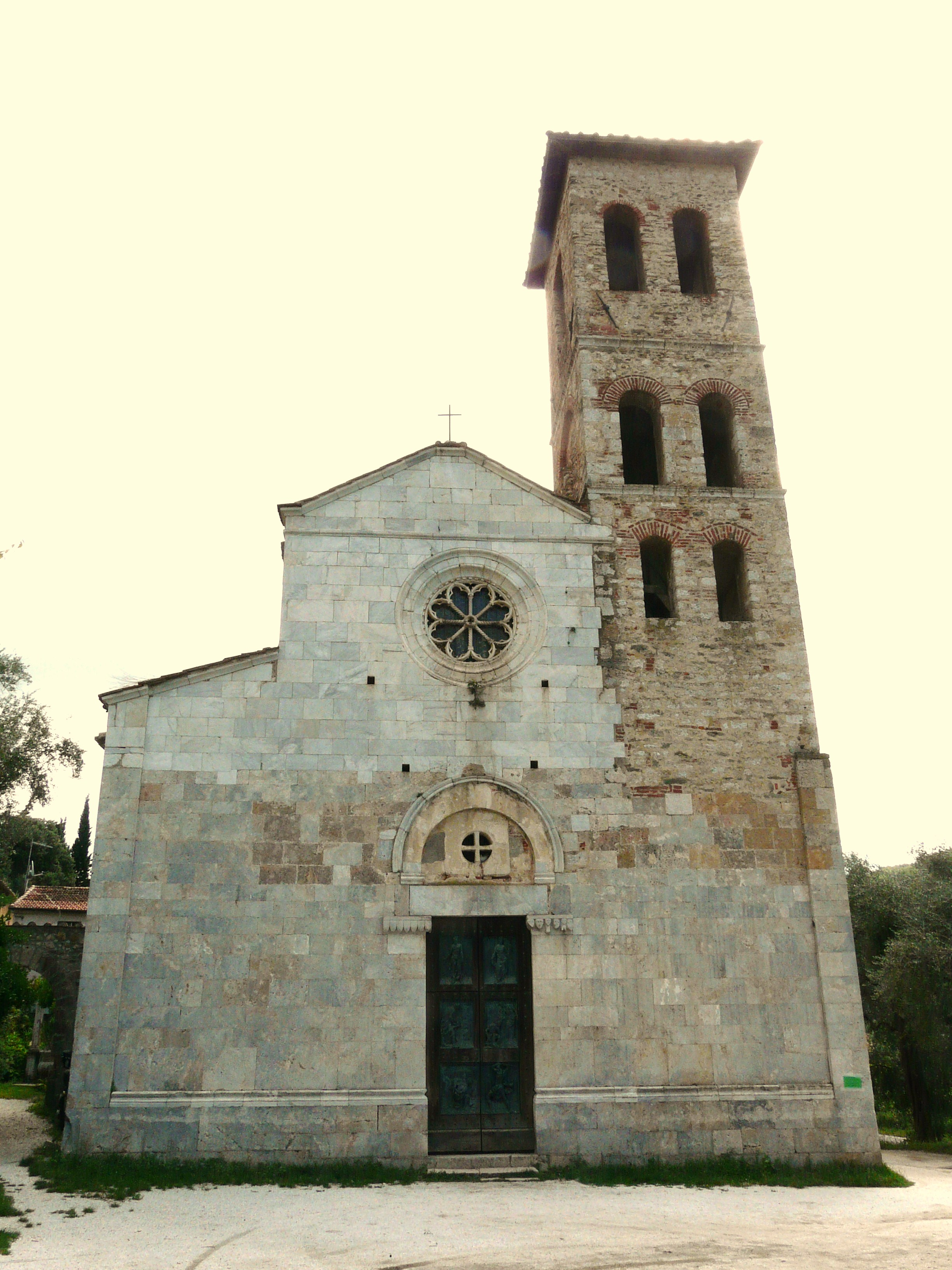
Facciata e campanile

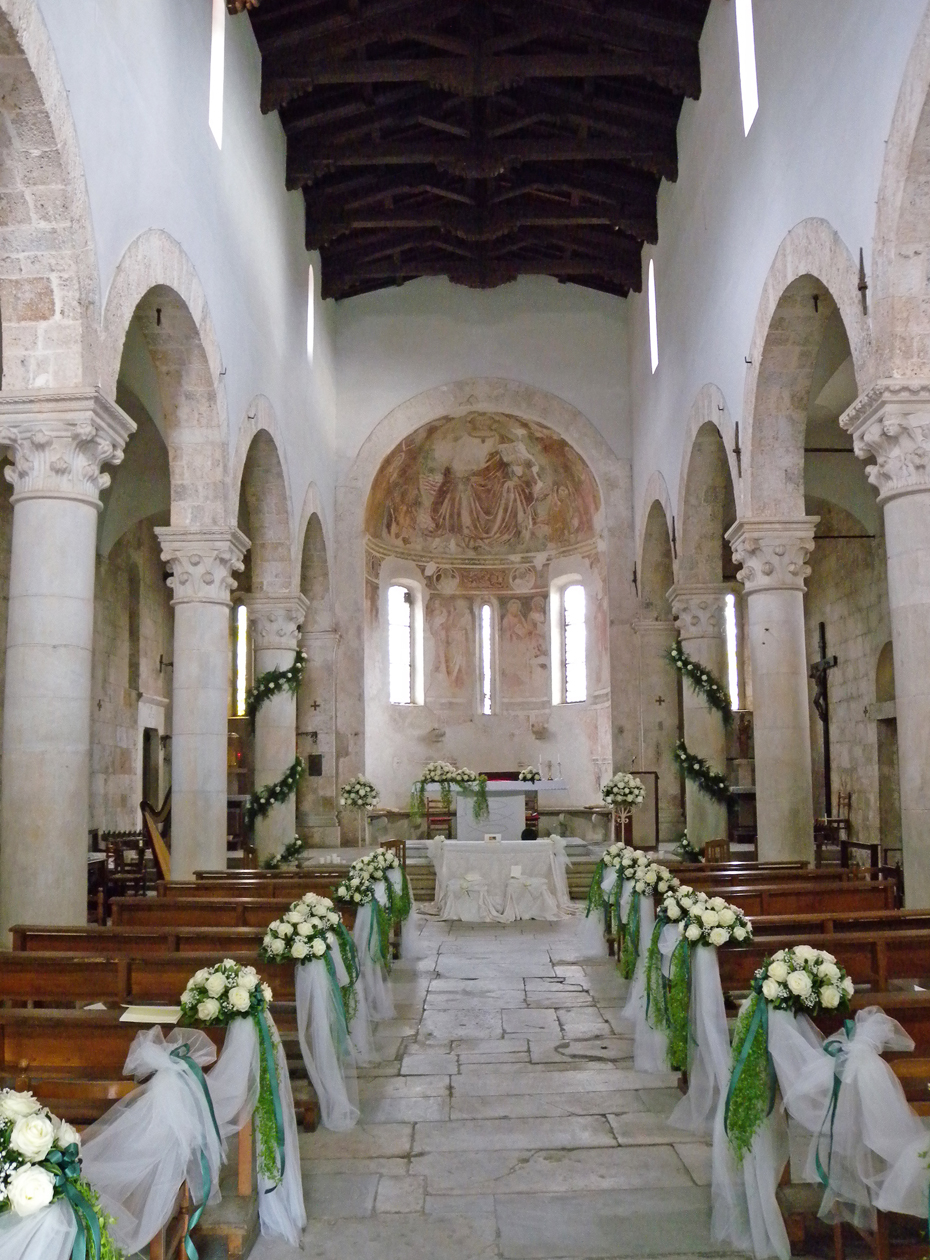
Interno

La Pieve dei Santi Giovanni e Felicita si trova nella località Valdicastello del comune di Pietrasanta, in Versilia.
L'edificio sorge a poche centinaia di metri dalla Via Sarzanese, tracciato stradale che qui ricalca l'antico percorso della via Francigena. Lungo questo asse viario nacquero e si svilupparono la maggior parte delle Chiese romaniche della Versilia, molte delle quali sono tuttora esistenti, come la Pieve di San Pantaleone o la Pieve di Santo Stefano a Camaiore.
La costruzione della chiesa risale probabilmente agli ultimi decenni dell'XI secolo, come si può desumere dalle sue caratteristiche stilistiche; non vi sono documenti che possano permettere una datazione precisa dell'opera.
La Pieve dei Santi Giovanni e Felicita ebbe una grande importanza nell'evangelizzazione dei paesi circostanti fino almeno al 1387, anno della costruzione del Duomo di S. Martino a Pietrasanta. Essa estendeva infatti il suo controllo sul territorio e sulle Chiese di Pietrasanta e di Stazzema.
La costruzione attuale ha una lunghezza di circa 28m e una larghezza di circa 12m, si presenta come un edificio a tre navate privo di transetto, su schema basilicale, con un'unica abside e un campanile (alto circa 21 m) in facciata. La Chiesa è orientata con l'abside verso Est.
La Pieve si mostra oggi come il risultato di una serie di rifacimenti che si sono succeduti nel corso dei secoli. Soprattutto gli interventi del XV, XVI e XVII secolo ne hanno stravolto l'aspetto originario, risalente con molta probabilità, come abbiamo già detto, al XI-XII secolo.

## Storia

### La costruzione
Furono con certezza edificate nell'XI-XII secolo le mura perimetrali costruite con bozze di tufo lavorate ad opera quadrata, la parte inferiore della facciata fino all'altezza della lesena d'angolo e l'abside. Allo stesso periodo risale anche il portale centrale composto da un architrave in marmo bianco sormontato da una lunetta nella quale si apre una rotonda finestra con di una croce greca.

Lo stile architettonico romanico, di discendenza lombarda, della facciata a salienti conferma la datazione della Pieve.
L'interno, a tre navate scandite da colonne e archi a tutto tondo, ha una copertura a capriate di legno.
Grande interesse destano le decorazioni marmoree delle mensoline absidali, della finestra monofora lato nord e dell'architrave in facciata. Esse rappresentano motivi tipici dell'arte medievale e la loro analisi ha contribuito in maniera decisiva a confermare la datazione dell'opera. Vi sono scolpiti serpenti, testine umane, tori, cavalli e pecore, ed anche una suggestiva figura di pellegrino con bastone.
È da notare che alcune di queste decorazioni sono praticamente identiche a quelle presenti nella coeva Chiesa di Santa Maria Assunta di Stazzema; questo particolare permette di concludere che queste opere siano entrambe frutto del lavoro di uno stesso gruppo di “magistri lapicidi” operanti all'epoca in Versilia.

### Gli interventi del XV secolo
Dopo aver ottenuto l'autorizzazione vescovile nel 1408, l'architetto e scultore locale Bonuccio Pardini procedette al rialzamento generale in stile gotico dell'edificio. In questa fase la facciata è stata arricchita del bel rosone, evidentemente ispirato a quello presente nel Duomo di Pietrasanta.
Bonuccio inoltre inserì una decorazione in marmo composta da una serie di archetti a sesto acuto al termine dell'alzato della navata centrale.
Riguardo all'intervento quattrocentesco lo storico versiliese Santini affermò nel XIX secolo:
(Vincenzo Santini, Commentarii Versiliesi)

### Interventi successivi
Nel 1597 Vincenzo Bazzichi portò a compimento la costruzione del campanile, innestato nella parte destra della facciata. Gli esperti sono concordi nel ritenere che quest'opera fu comunque iniziata parecchio tempo prima, anche se successivamente alla prima fase costruttiva della Pieve.
La torre, in pietra e mattoni, a differenza del resto dell'edificio costruito interamente in tufo, si sviluppa su tre ordini sovrapposti di finestre, è a pianta quadrata ed ha un'altezza ragguardevole rispetto all'edificio della Chiesa.
Ad eccezione del prospetto meridionale, su ogni lato si aprono due monofore per ogni ordine. 
A causa dell'innesto del campanile, la facciata della Pieve perse la sua simmetria originaria, ed addirittura la copertura della navata centrale fu ridotta e spostata verso sinistra, cosicché il colmo del tetto non risulta più in asse con il rosone e il portale principale.

## Apparato decorativo

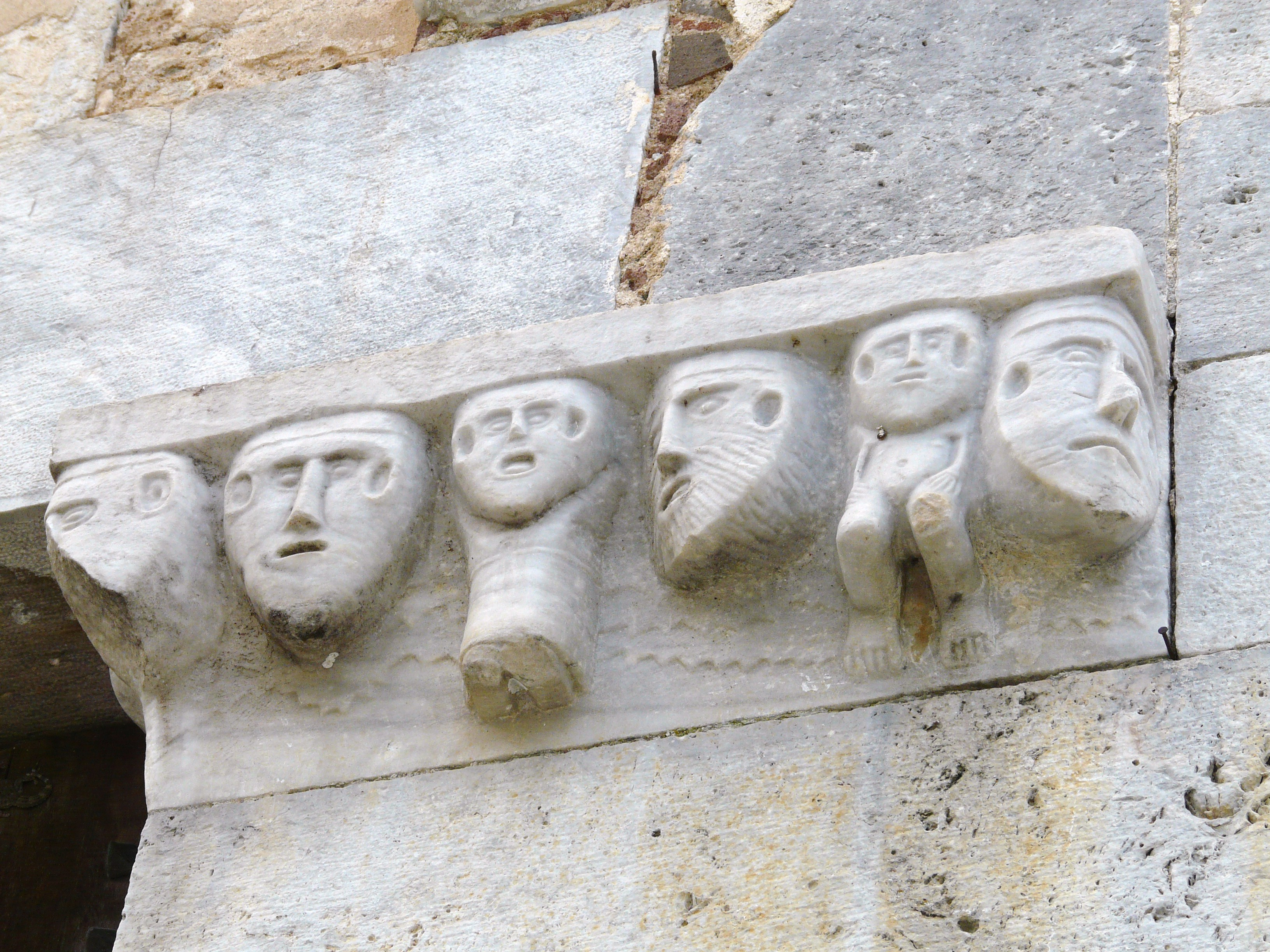
Sculture (XII secolo)

All'interno della Chiesa si possono ammirare gli affreschi del catino absidale, di epoca tardo trecentesca. Vi è rappresentato il Cristo Pantocrate benedicente, di pregevole fattura, simile a quello che troviamo nella vicina Pieve di Vallecchia. Sulla parete della torre campanaria, all'interno della Pieve, è dipinto un San Cristoforo col Bambino.
Da notare inoltre la statua in bronzo di San Giovanni Battista, opera di Marcello Tommasi del 1971. Dello stesso artista sono le formelle bronzee del portone principale in facciata.
All'esterno della Pieve, nel cortile della canonica, è un pozzo costruito nel 1559 da Giuseppe Stagi, figlio dello scultore pietrasantino Stagio Stagi.

## Parroci
Tra i parroci della pieve si segnala Libero Raglianti, che tenne la pievania tra 1940 e 1944, anno della sua uccisione da parte dei tedeschi essendo partigiano (è stato insignito anche della medaglia d'oro al valor militare).